# Villaviciosa
Villaviciosa é um concelho (município) da Espanha na província e Principado das Astúrias. Tem 276,23 km² de área e em 2019 tinha 14 439 habitantes (densidade: 52,3 hab./km²).

## Demografia
| Variação demográfica do município entre 1991 e 2004 | Variação demográfica do município entre 1991 e 2004 | Variação demográfica do município entre 1991 e 2004 | Variação demográfica do município entre 1991 e 2004 |
| --------------------------------------------------- | --------------------------------------------------- | --------------------------------------------------- | --------------------------------------------------- |
| 1991                                                | 1996                                                | 2001                                                | 2004                                                |
| 15045                                               | 14465                                               | 13951                                               | 14166                                               |

## Gastronomia
O prato tradicional asturiano de referência é a fabada. Villaviciosa organiza as Jornadas Gastronómicas de les Fabes.